# Binnenschiffahrtsgesetz
Das deutsche Binnenschiffahrtsgesetz (BinSchG) vom 15. Juni 1895 ist im Bereich des Transportrechtes bzw. Verkehrsrechtes im weiteren Sinne angesiedelt.

## Grundlagen
Das Gesetz regelt im Wesentlichen die Rechtsverhältnisse zwischen Schiffseigner (Definition in § 1 BinSchG) und dessen Gläubiger. Zudem bestimmt das BinSchG die Haftungsursachen und deren Regelung, insbesondere auch die besonderen Haftungsbeschränkungen der Schiffseigner z. B. im Zusammenhang mit Beförderungs-/Transportschäden bei Beförderung mit Binnenschiffen innerhalb Deutschlands. Soweit Haftungsfragen in Zusammenhang mit Güterbeförderung auf Binnenschiffen in Frage kommen, gelten im Wesentlichen jedoch die Haftungsregeln der §§ 407 ff. des deutschen Handelsgesetzbuches (HGB). Für Schäden im Zusammenhang mit der Beförderung von Personen und deren mitreisendem Gepäck gelten jedoch innerhalb Deutschlands die Bestimmungen des BinSchG.

## Inhaltsverzeichnis
- Erster Abschnitt Schiffseigner
  - §§ 1–6
- Zweiter Abschnitt Schiffer
  - §§ 7–20
- Dritter Abschnitt Schiffsmannschaft
  - §§ 21–25
- Vierter Abschnitt Frachtgeschäft
  - § 26
  - (§§ 27–76 weggefallen > §§ 407 ff. HGB)
- Fünfter Abschnitt Beförderung von Reisenden und ihrem Gepäck
  - § 77
- Sechster Abschnitt Haverei
  - §§ 78–91
- Siebter Abschnitt Zusammenstoß von Schiffen. Bergung
  - §§ 92–93
  - (§§ 94–101 weggefallen)  ----
- Achter Abschnitt Schiffsgläubiger
  - §§ 102–116
- Neunter Abschnitt Verjährung
  - §§ 117, 118
  - (§§ 119 bis 129)
- Zehnter Abschnitt Schlussbestimmungen
  - §§ 130, 131
  - (§§ 132, 133 teilweise weggefallen)
- Anhang EV Auszug aus EinigVtr Anlage I Kapitel III Sachgebiet D Abschnitt III (BGBl. II 1990, 889, 960) – Maßgaben für das beigetretene Gebiet (Art. 3 EinigVtr) -